# Nick Borgen
Nils Thore Borgen, detto Nick Borgen (Andenes, 5 gennaio 1952), è un cantante, musicista e paroliere norvegese naturalizzato svedese.

## Biografia
Nato in un villaggio della Norvegia settentrionale nel 1952, si trasferì in Svezia a Östersund a fine anni '60.
Iniziò a suonare e a cantare in diverse dansband, gruppi di danza tipici del nord Europa negli anni '70, e gruppi pop e rock locali.

### I festival (anni '80 - '90)
A partire dall'inizio degli anni '80 Borgen cominciò a dedicarsi molto di più alla composizione di canzoni, arrivando a contribuire a scriverne oltre 170, e alla sua carriera da solista: iniziò a partecipare assiduamente ai festival musicali nazionali, prima al Melodi Grand Prix norvegese soprattutto negli anni '80 e poi al Melodifestivalen svedese durante gli anni '90, sia come autore che come interprete.
Distinguendosi per uno stile misto pop-rock, presentandosi sempre con dei supporti canori e di danza nelle sue interpretazioni e dedicandosi anche a temi di attualità di volta in volta, scrisse e interpretò canzoni come We Are All The Winners, che arrivò seconda all'edizione del Melodifestivalen del 1993 e che fu una hit in Svezia quell'anno (sebbene fosse stata originariamente pensata per il Campionato europeo di calcio 1992) e World Wide Web del 1997, dedicata al nascente internet.
Dopo aver smesso con le sue band nel 2005, continua a suonare su commissione in locali e piccoli teatri.

## Partecipazioni a festival musicali nazionali

### Partecipazioni al Melodi Gran Prix
- 1984: La musikken leve – 5° posto
- 1984: Dine øyne (autore; interpretata da Ina Tangerud) – 8° posto
- 1989: Vinger over Europa (autore; interpretata da Rune Rudberg) – 4° posto
- 1990: Ciao Amore (autore; interpretata da Bente Lind) – 7° posto condiviso
- 1990: Varme overalt (autore con Rune Rudberg; interpretata da Rune Rudberg) – 7° posto condiviso
- 1995: Kjære min engel (autore; interpretata da Ole Ask) – SF

### Partecipazioni al Melodifestivalen
- 1993: We Are All The Winners - 2° posto
- 1994: Små minnen av dig - 4° posto
- 1995: Joanna - 6° posto
- 1996: Gör någon glad - 6° posto condiviso
- 1997: World Wide Web - 9° posto